# Patxi Gorriti Sarasola
Patxi Gorriti Sarasola (nascut el 3 d'abril de 1943 a Loiola, Sant Sebastià, Guipúscoa) és un exfutbolista donostiarra que va jugar com a  defensa.

## Carrera
Com molts nens, va començar a jugar a la platja de la Kontxa. Després de treballar al juvenil del Beasain, va passar tres temporades a la Real Union.
Va debutar amb la Reial Societat la temporada 1966-1967, any en què va ascendir a primera divisió. Va ser capità de l'equip durant diversos anys.
Jugava per banda dreta, i tot i que tècnicament no destacava, va demostrar capacitat de pronòstic i de joc amb una valentia inigualable. Així, quan es va retirar, la Reial li va concedir una medalla d'or.

## Clubs
| Club            | País      | Temporada   |
| --------------- | --------- | ----------- |
| Real Union Club | País Basc | 1964 - 1965 |
| Reial Societat  | País Basc | 1966 - 1977 |